# Tom Wukovits
Thomas William Wukovits, detto Tom (South Bend, 4 febbraio 1916 – Charlotte, 12 novembre 1991), è stato un cestista statunitense, professionista nella NBL.

## Carriera
Giocò per cinque stagioni nella NBL, disputando complessivamente 108 partite con 6,3 punti di media.

## Palmarès
- Campione NBL (1940)